# Culladia serranella
Culladia serranella là một loài bướm đêm trong họ Crambidae.